# Kungliga Armétygförvaltningen
Kungliga Armétygförvaltningen (KATF) var en svensk statlig förvaltningsmyndighet som existerade 1954–1968. Den sorterade under Försvarsdepartementet och hade till uppgift att utöva ledningen av och uppsikten över tygförvaltningen vid armén (från 1966 att vara central förvaltningsmyndighet för förvaltningen vid armén av tygmateriel och ammunition). Åren 1964–1968 hette myndigheten Kungliga Arméförvaltningen (KAF).

## Historik och organisation

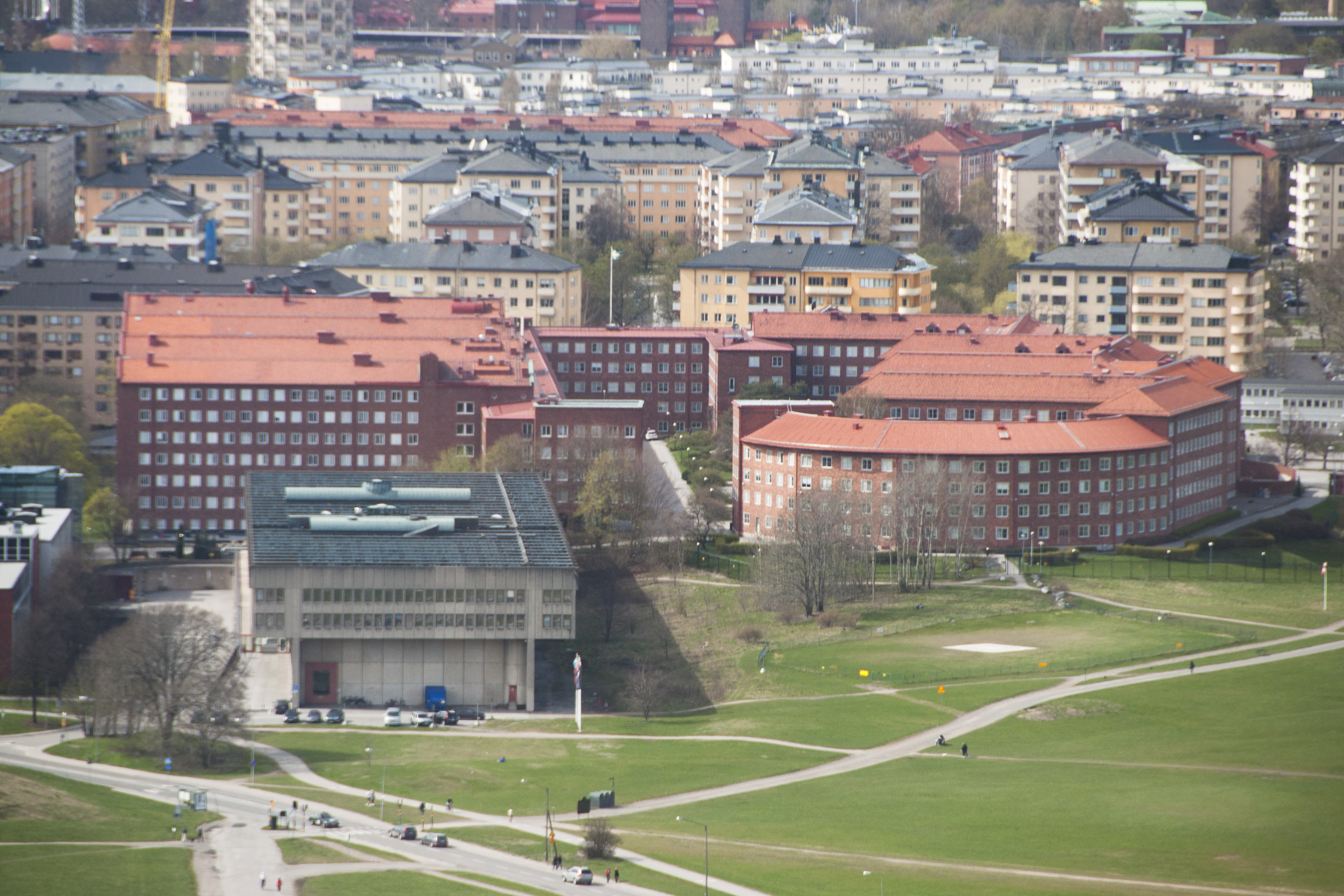
Myndigheten hade sina lokaler i Tre Vapen i Stockholm. Byggnadskomplexet ses här från Kaknästornet.

Tygavdelningen vid Arméförvaltningen (KAFT) ombildades den 1 juli 1954 till en självständig myndighet under namnet Armétygförvaltningen. Samtidigt hade Intendenturavdelningen vid Arméförvaltningen ombildats till Arméintendenturförvaltningen, vilket innebar att Arméförvaltningen upphörde. Efter att Arméintendenturförvaltningen den 1 juli 1963 uppgått i Försvarets intendenturverk bytte Armétygförvaltningen den 1 juli 1964 namn till Arméförvaltningen. Försvarets intendenturverk och den nya Arméförvaltningen uppgick den 1 juli 1968 i Försvarets materielverk.
Chefen för armén var tillika chef för Armétygförvaltningen från dess tillkomst till och med den 30 juni 1963. Under den perioden utövades dock det närmaste chefskapet över myndigheten av en souschef, som bar tjänstebenämningen generalfälttygmästare. Från och med den 1 juli 1963 var chefen för myndigheten (fortfarande med tjänstebenämningen generalfälttygmästare) inte längre underställd chefen för armén. Vid myndigheten tjänstgjorde också fälttygmästaren, som från och med den 1 juli 1957 var ställföreträdare för souschefen och från och med den 1 juli 1963 ställföreträdare för myndighetens chef. Souschefen (1954–1963) respektive chefen (1963–1968) var 1954–1968 ledamot av Försvarets förvaltningsdirektion.
Myndigheten bestod inledningsvis av fem avdelningar: Vapenavdelningen, Fordonsavdelningen, Elektroavdelningen, Verkstadsavdelningen och Inköpsavdelningen. Därtill fanns fyra fristående byråer: Tygförrådsbyrån, Ammunitionsförrådsbyrån, Normaliebyrån och Administrativa byrån. Övriga enheter var Centralplaneringen, Materielinspektionen, Provskjutningscentralen och Personalkårexpeditionen. Provskjutningscentralen uppgick den 1 juli 1957 som en enhet i Vapenavdelningen. Centralplaneringen och Materielinspektionen var från och med den 1 juli 1962 underställda fälttygmästaren. Den 1 juli 1964 tillkom Underrättelsecentralen och den 1 januari 1966 Datacentralen, som även de var underställda fälttygmästaren. Cheferna för Verkstadsavdelningen respektive Inköpsavdelningen benämndes arméöverdirektör respektive inköpsdirektör. Chefen för Administrativa byrån benämndes krigsråd. Myndighetens styrelse utgjordes av fälttygmästaren, cheferna för avdelningarna och chefen för Administrativa byrån. Arméförvaltningens linjeorganisation (förutom Administrativa byrån) överfördes den 1 juli 1968 i stort sett oförändrad till Armématerielförvaltningen (FMV-A) i Försvarets materielverk.
Armétygförvaltningens personal uppgick år 1954 till cirka 1 350 personer. Av dessa tjänstgjorde cirka 360 i Vapenavdelningen, cirka 210 i Fordonsavdelningen, cirka 210 i Elektroavdelningen, cirka 130 i Verkstadsavdelningen och cirka 80 i Inköpsavdelningen. I Tygförrådsbyrån, Ammunitionsförrådsbyrån, Normaliebyrån, Provskjutningscentralen och Administrativa byrån tjänstgjorde sammanlagt cirka 330 personer. Därtill ingick totalt cirka 25 personer i Centralplaneringen och Materielinspektionen.
År 1964 uppgick myndighetens personal till cirka 1 375 personer. Dessa fördelades på Vapenavdelningen med cirka 340, Fordonsavdelningen med cirka 220, Elektroavdelningen med cirka 215, Verkstadsavdelningen med cirka 125 och Inköpsavdelningen med cirka 65 personer. Tygförrådsbyrån, Ammunitionsförrådsbyrån, Normaliebyrån och Administrativa byrån bestod av sammanlagt cirka 370 personer. Dessutom tjänstgjorde totalt cirka 40 personer i Centralplaneringen, Underrättelsecentralen och Materielinspektionen, som alla tre var underställda fälttygmästaren.
Myndigheten hade sitt kontor i Tre Vapen på Banérgatan 62–64 i Stockholm.[källa behövs]
Myndighetens verksamhet reglerades av följande instruktioner:
- Kungl. Maj:ts provisoriska instruktion för armétygförvaltningen, Tjänstemeddelanden rörande lantförsvaret, serie A (TLA), 1954:43 (i kraft 1954-07-01–1959-06-30), med ändring i TLA 1957:53 (i kraft 1957-07-01).
- Kungl. Maj:ts instruktion för armétygförvaltningen, SFS 1959:8 (i kraft 1959-07-01–1963-06-30), med ändringar i SFS 1961:472 (i kraft 1961-10-01) och SFS 1962:336 (i kraft 1962-07-01).
- Kungl. Maj:ts instruktion för armétygförvaltningen, SFS 1963:287 (i kraft 1963-07-01–1964-06-30).
- Kungl. Maj:ts instruktion för arméförvaltningen, SFS 1964:371 (i kraft 1964-07-01–1965-12-31).
- Kungl. Maj:ts instruktion för arméförvaltningen, SFS 1965:829 (i kraft 1966-01-01–1968-06-30).

## Verksamhet

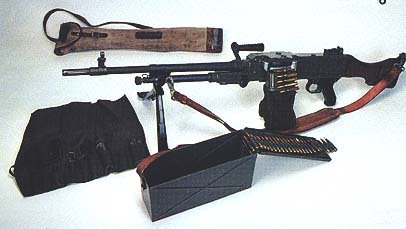
Kulspruta 58 inköptes på 1950-talet.

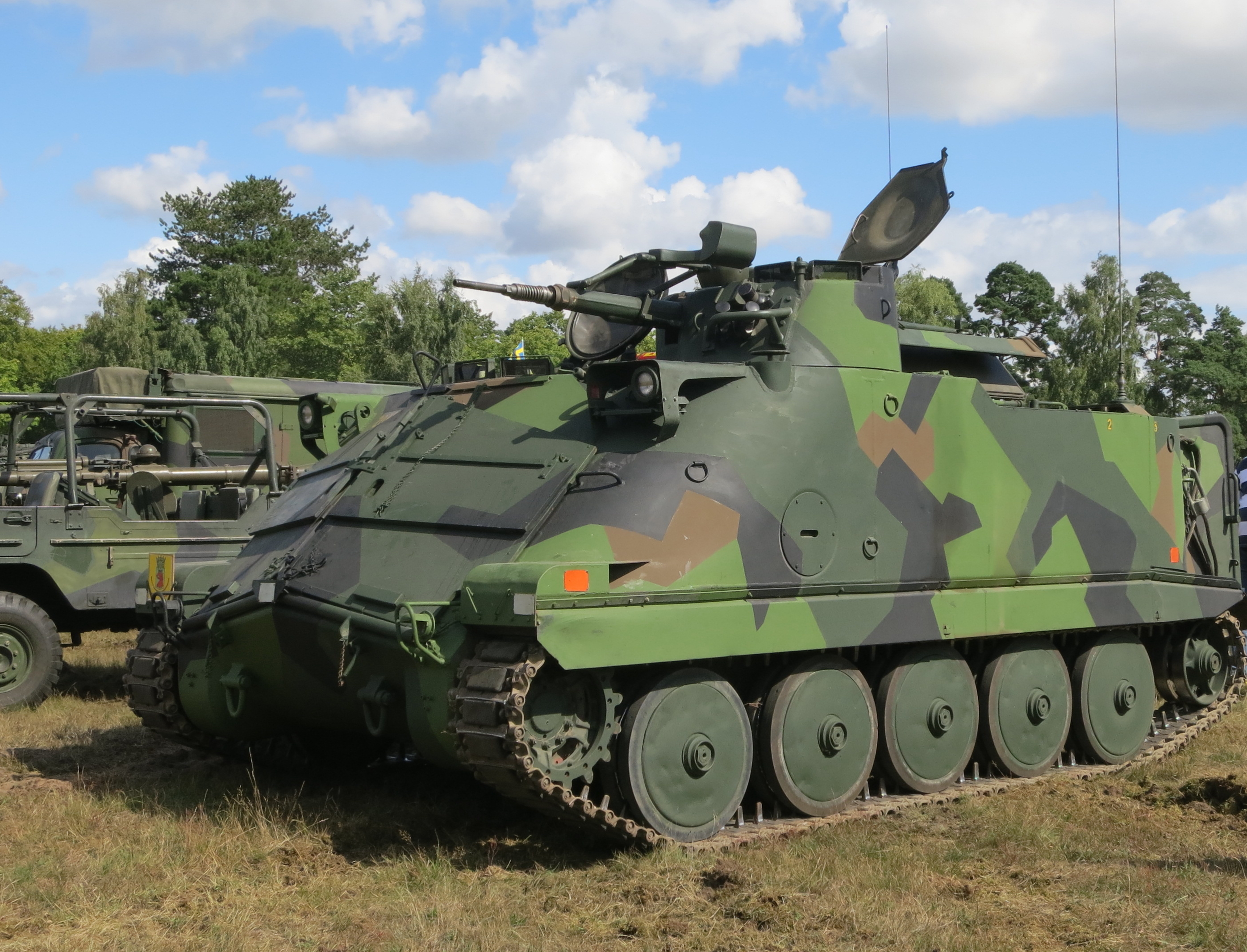
Pansarbandvagn 302 inköptes på 1960-talet.

### 1954 års instruktion
I myndighetens instruktion av år 1954 föreskrevs: ”Armétygförvaltningen utövar under Kungl. Maj:t i tekniskt och ekonomiskt avseende högsta ledningen av och uppsikten över tygförvaltningen vid armén.” Därtill ålades myndigheten:
| ” | att, i vad på ämbetsverket ankommer, föranstalta om de åtgärder, vilka erfordras för att armén skall vara försedd med för dess krigsberedskap ändamålsenlig och fullständig tygmateriel och ammunition; att ombesörja, att arméns tygmateriel och ammunition hålles i tidsenligt och brukbart skick ävensom övervaka, att armén tillhörande och övriga armétygförvaltningen underställda förråd äro i fullständigt och gott skick; att enligt anvisningar av överbefälhavaren vidtaga åtgärder för att inom sitt område följa den tekniska utvecklingen i utlandet samt bearbeta insamlat material och tillhandahålla den det vederbör erforderliga upplysningar i detta hänseende; att fastställa ritningar och benämningar till arméns tygmateriel och ammunition i den mån sådant icke ankommer på Kungl. Maj:t eller annan myndighet; att förvalta de medel, som av Kungl. Maj:t ställas till ämbetsverkets förfogande, ävensom de medel i övrigt, som underställas ämbetsverkets tillsyn och förvaltning; att, i vad angår armétygförvaltningens ämbetsområde, utöva kontroll i fråga om handhavandet av förvaltningsärendena hos underlydande myndigheter ävensom tillse, att en ändamålsenlig hushållning med medel och materiel m.m. äger rum; att verkställa utredningar och avgiva utlåtanden i ärenden, som av Kungl. Maj:t eller chef för statsdepartement remitteras till ämbetsverket; att biträda överbefälhavaren med utarbetande av de förslag som beröra verkets arbetsområde och som överbefälhavaren kan finna erforderligt avlåta till Kungl. Maj:t; att till överbefälhavaren inkomma med de yttranden och utredningar, som han påkallar och ämbetsverket kan lämna; samt att meddela chefen för försvarsstaben, försvarets övriga centrala förvaltningsmyndigheter ävensom försvarets förvaltningsdirektion de upplysningar, som dessa finna erforderliga med hänsyn till dem åvilande uppgifter och vilka beröra armétygförvaltningens arbetsområde. | „ |

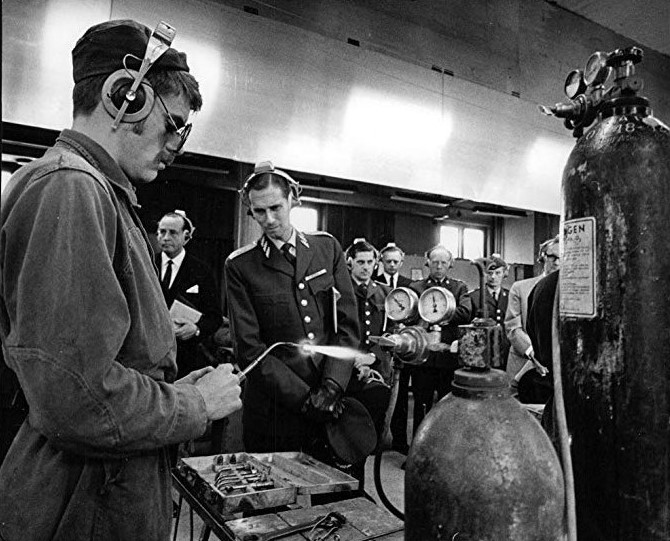
Tillförordnade generalfälttygmästaren och chefen för Arméförvaltningen generalmajor Ove Ljung besöker Tygförvaltningsskolan 1967. I förgrunden ses värnpliktige Leif Gustavsson som lär sig svetsning genom programmerad undervisning.

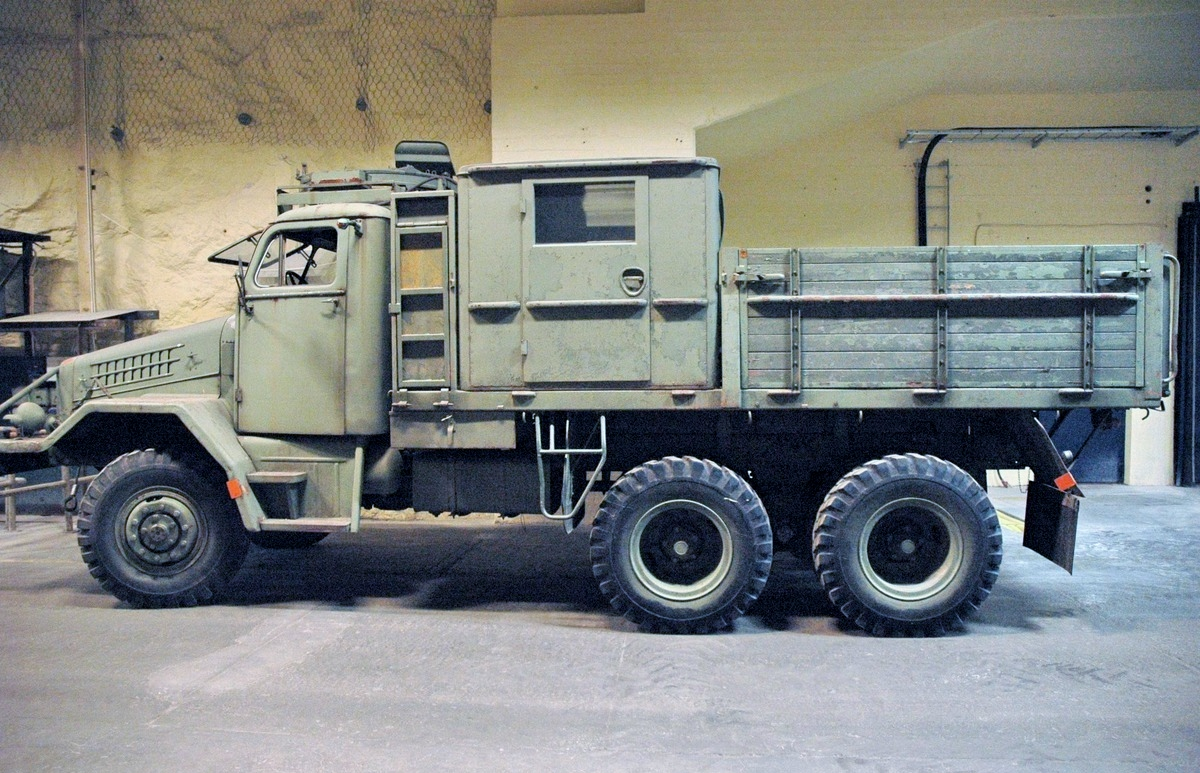
Lastterrängbil 957 (även kallad Myrsloken) inköptes på 1960-talet.

### 1959, 1963 och 1964 års instruktioner
I myndighetens instruktion av år 1959 föreskrevs: ”Armétygförvaltningen utövar under Kungl. Maj:t i tekniskt och ekonomiskt avseende ledningen av och uppsikten över tygförvaltningen vid armén.” Detta ändrades i 1963 års instruktion till: ”Armétygförvaltningen utövar under Kungl. Maj:t i tekniskt och ekonomiskt avseende ledningen av och uppsikten över förvaltningen vid armén av tygmateriel och ammunition.” Formuleringen upprepades i 1964 års instruktion, med undantag för att myndighetsnamnet ändrades till Arméförvaltningen. Därtill ålades myndigheten särskilt:
| ” | att föranstalta om de åtgärder, vilka erfordras för att armén skall vara försedd med för dess krigsberedskap ändamålsenlig och fullständig tygmateriel och ammunition; att ombesörja att arméns tygmateriel och ammunition [1963 ändrat till ”arméns fordon, utrustning, beväpning samt övrig tygmateriel och ammunition”] hållas i tidsenligt och brukbart skick samt [1964 ändrat till ”ävensom”], såvitt på ämbetsverket ankommer, övervaka att arméns förråd äro fullständiga och i gott skick; att, i vad angår armétygförvaltningens [1964 ändrat till ”arméförvaltningens”] ämbetsområde, utöva kontroll över handhavandet av förvaltningsärenden hos underlydande myndigheter ävensom genom bland annat förrådskontroll tillse, att en ändamålsenlig hushållning med medel och materiel äger rum; att följa den tekniska utvecklingen inom armétygförvaltningens [1964 ändrat till ”arméförvaltningens”] ämbetsområde, bearbeta insamlat material och tillhandahålla den det vederbör erforderliga upplysningar i detta hänseende; samt att fastställa ritningar till, modeller av och benämningar på arméns tygmateriel och ammunition, i den mån sådant icke ankommer på Kungl. Maj:t eller annan myndighet. | „ |

### 1965 års instruktion
I myndighetens instruktion av år 1965 föreskrevs: ”Arméförvaltningen är central förvaltningsmyndighet för förvaltningen vid armén av tygmateriel och ammunition.” Därtill ålades myndigheten särskilt:
| ” | att vidtaga åtgärder för att förse armén med tygmateriel och ammunition, att tillse att arméns tygmateriel och ammunition är ändamålsenlig och brukbar samt förvaras på lämpligt sätt, att följa den tekniska utvecklingen samt bearbeta insamlat material och tillhandahålla upplysningar i detta hänseende, att fastställa ritningar till, modeller av och benämningar på arméns tygmateriel och ammunition, om detta icke ankommer på Kungl. Maj:t eller annan myndighet. | „ |

### Inköpt materiel
Bland den materiel som myndigheten upphandlade märks stridsvagn 81, pansarbandvagn 301, pansarvärnspjäs 1110, kulspruta 58, infanterikanonvagn 103, lastterrängbil 912, traktordraget artilleri (Volvo T32 med 10,5 cm haubits m/40), stridsvagn 74, lastterrängbil 957, bandkanon 1, haubits 4140, pansarprojektiler, pansarspränggranater, stridsvagn 103, pansarbandvagn 302, bandvagn 202/203, 40 mm luftvärnsautomatkanon m/48, spaningsradar PS-04/R, centralinstrumentering 760, luftvärnsrobot 67, luftvärnsrobot 69, pansarvärnsrobotsystem 53, automatkarbin 4 och radiolänkstation 320.

## Chefer
Generalfälttygmästare och souschefer vid myndigheten
- 1954–1959: Generalmajor Birger Hedqvist[43][44]
- 1959–1963: Generalmajor Edward Malm[45]

Generalfälttygmästare och chefer för myndigheten
- 1963–1964: Generalmajor Edward Malm[46]
- 1964–1968: Generalmajor Sten Wåhlin, tjänstledig från 1966[47]
- 1966–1968: Generalmajor Ove Ljung, tillförordnad[47]

Fälttygmästare
- 1954–1956: Generalmajor Anders Nordström[48][49]
- 1956–1959: Överste Edward Malm[19][20]
- 1959–1964: Överste Fredrik Hård af Segerstad[24][25]
- 1964–1968: Överste Erik Envall,[28] befordrad till generalmajor 1966[50]

Chefer för Vapenavdelningen
- 1954–1964: Överste Harald Jentzen[23][24][51]
- 1964–1968: Överste Gunnar Grenander[28]

Chefer för Fordonsavdelningen
- 1954–1960: Överste Eric Gillner[20][21]
- 1960–1966: Överste Hugo Höglund[26][27]
- 1966–1968: Överste Carl-Henrich Hagberg[28]

Chef för Elektroavdelningen
- 1954–1968: Överstelöjtnant Lennart Nyström,[28] befordrad till överste 1957[52]

Arméöverdirektörer och chefer för Verkstadsavdelningen
- 1954–1964: Civilingenjör Bo Ehnbom[24][53]
- 1964–1968: Civilingenjör Carl-Gustaf Regårdh[28]

Inköpsdirektörer och chefer för Inköpsavdelningen
- 1954–1966: Major Arne Welander[26][27]
- 1966–1968: Civilekonom Gunnar Lundquister[28]

Chefer för Tygförrådsbyrån
- 1954–1960: Överste Ingwar Grundell[20]
- 1960–1968: Överste Fritz Lindohf[54]

Chefer för Ammunitionsförrådsbyrån
- 1954–1965: Överstelöjtnant Gustaf Murray[25][26]
- 1965–1968: Överstelöjtnant Anders Rönnlund[54]

Chef för Normaliebyrån
- 1954–1968: Civilingenjör Bror Bergman[54]

Krigsråd och chef för Administrativa byrån
- 1954–1968: Juris kandidat Nils Wettergren[28]

Chefer för Centralplaneringen
- 1954–1959: Överste Seth Wassberg[55][56]
- 1959–1965: Överstelöjtnant Åke Silfverhielm,[25][26] befordrad till överste 1960[57]
- 1965–1966: Överste Carl-Henrich Hagberg[26][27]
- 1966–1968: Överstelöjtnant Gunnar Engdahl[28]

Chefer för Materielinspektionen
- 1954–1957: Civilingenjör, armédirektör Arvid Öman[49][18]
- 1957–1958: Överstelöjtnant Gösta Holmström[18][55]
- 1958–1968: Civilingenjör, armédirektör Nils Wannborg[28]

Chefer för Provskjutningscentralen
- 1954–1955: Kapten Bertil Särnman[58][59]
- 1955–1957: Major Gösta Holmström[18][60]

Chefer för Personalkårexpeditionen
- 1954–1956: Major Gösta Appeltofft[59][60]
- 1956–1966: Överstelöjtnant Stig Hammarlund[61][62]
- 1966–1968: Överstelöjtnant Erik Danckwardt-Lillieström[28]